# Полянка
Полянка (на словашки: Polianka) е село в западна Словакия, в Тренчински край, в окръг Миява. Населението му е 399 души.
Разположена е на 416 m надморска височина, на 5 km южно от Миява. Площта му е 9,42 km². Кмет на селото е Павол Кназски.